# غوردون لي
غوردون لي (بالإنجليزية: Gordon Lee)‏ (13 يوليو 1934 في المملكة المتحدة - 8 مارس 2022) هو مدرب كرة قدم ولاعب كرة قدم بريطاني في مركزي الدفاع والظهير. لعب مع أستون فيلا وشروزبري تاون ونادي هدنسفورد تاون.

## وصلات خارجية
- غوردون لي على موقع قاعدة بيانات كرة القدم.إي يو (الإنجليزية)
- غوردون لي على موقع Soccerbase.com (لاعب) (الإنجليزية)
- غوردون لي على موقع Soccerbase.com (مدرب) (الإنجليزية)
- غوردون لي على موقع عالم كرة القدم.نت (الإنجليزية)